# Castenaso
Castenaso – miejscowość i gmina we Włoszech, w regionie Emilia-Romania, w prowincji Bolonia.
W 1853 na terenie miejscowości zostały znalezione pierwsze ślady kultury Villanova z wczesnej epoki żelaza.
Według danych na styczeń 2009 gminę zamieszkiwało 14 209 osób przy gęstości zaludnienia 397,6 os./1 km².